# Heinrich Dorn
Heinrich Ludwig Egmont Dorn (14. listopadu 1804, Königsberg – 10. ledna 1892, Berlín) byl německý hudební skladatel, dirigent a hudební pedagog.

## Život
Heinrich Ludwig Egmont Dorn se narodil 14. listopadu 1804 v Královci (nyní známém jako Kaliningrad), kde získal základní hudební vzdělání. Studoval hru na klavír, zpěv a kompozici. Ve studiu pokračoval v Berlíně, kde byli jeho učiteli Ludwig Berger, Bernhard Klein a Carl Friedrich Zelter. Jeho první opera, Rolands Knappen, měla premiéru v Berlíně v roce 1826 a zaznamenala úspěch. V té době pracoval také jako koeditor časopisu Berliner allgemeine Muzikzeitung.
Stal se známým jako operní dirigent a působil v divadlech v Královci (1828), Lipsku (1829–1832), Hamburku (1832), Rize (1834–1843) a Kolíně nad Rýnem (1844–1848). V roce 1849 se stal druhým dirigentem berlínské opery Staatsoper Unter den Linden (vedle Wilhelma Tauberta a působil zde až do roku 1869.
Jako pedagog byl mimo jiné učitelem kontrapunktu mladého Roberta Schumanna a byl přítelem Franze Liszta. Byl tvrdým kritikem Richard Wagnera, nicméně v roce 1855 řídil jeho operu Tannhäuser. Dříve než Wagner napsal svůj Prsten Nibelungův zkomponoval operu Die Nibelungen na námět středověkého eposu Píseň o Nibelunzích
Byl ženatý s Minnou Zettelovou, se kterou měl několik dětí. Z jeho synů byl Alexander (1833-1901) klavírním pedagogem na berlínské Akademii múzických umění a další syn, Otto (1848-1931) se stal teké hudebním skladatelem.
Zemřel v Berlíně 10. ledna 1892.

## Dílo

### Jevištní díla
- Die Rolands Knappen, op. 1 (Rolandovi panoši, heroisko-komická opera, Berlín, 1826)
- Die Bettlerin (singspiel, text Karl von Holtei, Königsberg, 1828)
- Amors Macht (balet, Lipsko, 1830)
- Abu Kara, op. 18 (romantická opera, text Ludwig Bechstein, Lipsko, 1831)
- Der Schöffe von Paris (komická opera, libreto Wilhelm August Wohlbrück, Riga, 1838)
- Das Banner von England (romantická opera, libreto Carl Alt podle Waltra Scotta, Riga, 1842)
- Die Nibelungen, op. 73, (libreto Eduard Gerber, Výmar, 1854)
- Ein Tag in Russland (komická opera, libreto Johann Christoph Grünbaum podle Eugèna Scribeho, Berlín, 1856)
- Der Botenläufer von Pirna (komická opera, libreto Moritz Heydrich podle Mélesvilla, Berlín, 1865)
- Gewitter bei Sonnenschein (opereta, text Charles Nuitter, Berlín, 1866)
- Siegesfestklänge (opera, Berlín, 1866)

### Jiné skladby
- Artaxarxes (předehra, Berlin a Königsberg, 1828)
- Das Schwanenmädchen (smyčcový kvartet, Riga, 1834)

Zkomponoval mnoho písní (často humorných pro široké publikum). Psal mše, kantáty, orchestrální díla, skladby pro klavír i komorní hudbu. Řada z nich vyšla tiskem, ale většinou byly zapomenuty.

### Literární dílo
- Aus meinem Leben - Erinnerungen (Berlin, 1870-72)
- Ostracismus. Ein Gericht Scherben (Berlin, 1875);
- Ergebnisse aus Erlebnissen (Berlin, 1877)
- Streifzüge im Gebiet der Tonkunst (Berlin, 1879)
- Quodlibert (Berlin, 1886)